# Eurínome
Eurínome (en grec antic: Εὐρυνόμη) va ser una de les deesses de la primera generació, filla d'Ocèan i de Tetis.
Quan Cronos encara no regnava, Eurínome governava, juntament amb Ofíon, des de l'Olimp sobre els titans. Cronos i Rea els van expulsar i van usurpar els trons que havien ocupat Ofíon i Eurínome, que es van refugiar a la mar. Allà, acompanyada de Tetis, Eurínome va acollir Hefest quan el déu va ser expulsat de l'Olimp.
Unida amb Zeus, va ser mare de les Càrites, Aglaia, Eufròsine i Talia, i també, segons algunes tradicions, del déu-riu Asop. Eurínome tenia consagrat un temple molt antic a la vora de Figàlia, un santuari que s'alçava en un lloc de difícil accés entremig d'un bosc de xiprers, que s'obria només un dia a l'any. L'estàtua que representava Eurínome tenia la part de dalt amb aspecte de dona i de cintura en avall forma de peix.